# Porta la speranza
Porta la speranza (sottotitolato Primi scritti) è un saggio antologico del sacerdote cattolico e teologo Luigi Giussani, fondatore del movimento Comunione e Liberazione, pubblicato nel 1997.

## Storia editoriale

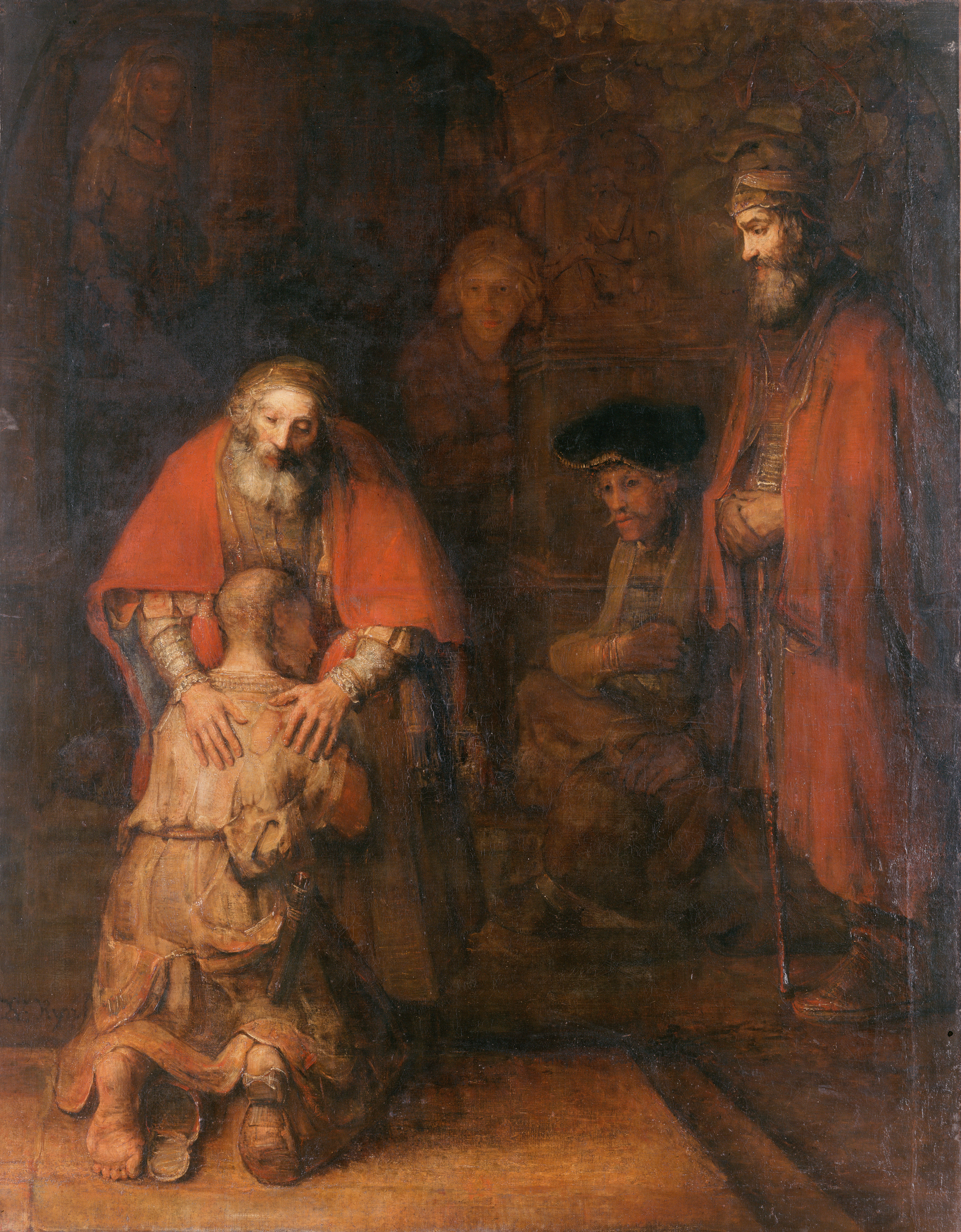
Un particolare di Ritorno del figliol prodigo di Rembrandt compare sulla copertina di Porta la speranza.

Il volume, il primo per l'editore Marietti, è una raccolta di testi scritti dall'autore fra il 1951 e il 1964. Sono gli anni iniziali dell'opera apostolica di Giussani, durante i quali, lasciato l'insegnamento presso la facoltà teologica del seminario di Venegono, iniziò ad insegnare religione presso il liceo Berchet di Milano. Questi scritti vertono su molteplici temi, spaziando da interventi pubblici nella realtà ecclesiale lombarda, ad articoli per riviste specialistiche, a scritti sull'ecumenismo e sono una testimonianza dell'esperienza che ha generato il movimento di Comunione e Liberazione.

## Edizioni
- Luigi Giussani, Porta la speranza, a cura di Elisa Buzzi, Marietti 1820, 1997,  p. 260, ISBN 88-211-6968-5.